# ASRTU-1
ASRTU-1, auch Дру́жба АТУРК, Druzhba ATURK, ASRTU-OSCAR 123, AO-123 ist ein chinesisch-russischer Universitäts- und Amateurfunksatellit. Namensgebend für den Satelliten ist die Abkürzung ASRTU. Diese steht für englisch Association of Sino-Russian Technical Universities, (russisch Ассоциация технических университетов России и Китая – АТУРК, dt. Gesellschaft Technischer Universitäten in Russland und China – ATURK) einer Organisation für die Zusammenarbeit von chinesischen und russischen Universitäten. Alternativ wird der Satellit auch nach den von den Herkunftsstaaten zugewiesenen Rufzeichen BJ2CR (chinesisch) und RS64S (russisch) genannt.

## Aufbau
Der von der Polytechnischen Universität Harbin und der Staatlichen Universität des Amurgebiets entwickelte Satellit konstruierte und gebaute Satellit ist ein 12U CubeSat und trägt einen V/U-Repeater, einen digitalen UHF-SSTV-Sender und einen Sender für HD-Bilder (QPSK). Der FM-Transponder, arbeitet mit einem Uplink auf 145,85 MHz (67 Hz CTCSS-Ton erforderlich) und einem Downlink auf 435,4 MHz. Hier gibt es eine Besonderheit: Nachdem der Repeater das Ende des Uplinks erkannt hat, wartet er eine halbe Sekunde. Wenn innerhalb dieser Zeit kein neuer Uplink erfolgt, wird die Telemetrie gesendet.

## Mission
Am 4. November 2024 um 23:18 UTC wurde der Satellit mit einer Sojus-Trägerrakete vom Kosmodrom Wostotschny in Russland gemeinsam mit 55 weiteren Satelliten gestartet. Die Nutzlasten wurden erfolgreich getestet und der Repeater ist für QSOs einsatzbereit. Am 24. November 2024 wurde durch den OSCAR-Nummer-Koordinator der AMSAT-NA die Bezeichnung ASRTU-OSCAR-123 bzw. AO-123 verliehen.

## Frequenzen
Folgende Frequenzen wurden von der IARU koordiniert:
- Uplink (MHz): 145,85 (FM, 67 Hz CTCSS)
- Downlink (MHz): 435,4 (FM und Telemetrie 9,6 kBPSK)
- Downlink (MHz): 436,21 (SSTV)
- Downlink (GHz): 10,46 (1 Mbps/10 Mbps QSPK)